# (35322) 1997 CX16
1997 CX16 (asteroide 35322) é um asteroide da cintura principal. Possui uma excentricidade de 0.03293800 e uma inclinação de 9.73202º.
Este asteroide foi descoberto no dia 6 de fevereiro de 1997 por Naoto Sato em Chichibu.